# Pchohang
Pchohang je město v Jižní Koreji v provincii Severní Kjongsang. Slouží jako důležitý přístav pro aglomeraci Tegu. Nachází se na řece Hjongsan. Klima je mírné, monzunové, s největším úhrnem srážek v letních měsících. Průměrná lednová teplota je 1,8 °C a nejteplejším měsícem je srpen, jehož průměrná teplota je 25,7 °C. Za korejské války zde proběhla v roce 1950 velká vyloďovací operace jednotek OSN, později se zde odehrálo několik střetů mezi jihokorejskými a severokorejskými jednotkami.

## Partnerská města
- Fukujama, Japonsko
- Chun-čchun, Čína
- Kwangjang, Jižní Korea
- Newcastle, Austrálie
- Nowon-gu, Jižní Korea
- Pittsburg, Spojené státy americké
- Suwon, Jižní Korea